# Henry Yates Thompson
Henry Yates Thompson (Dingle Cottage, 1838 – Londra, 1928) è stato un giornalista inglese.
Fu direttore della Pall Mall Gazette dal 1880 al 1892. Accumulò antiche stampe e codici miniati, che cedette in gran parte alla John Rylands Library, ma non disdegnò manoscritti di John Ruskin, che acquistò in grande quantità nel 1902.